# 地蔵川 (名古屋市)
地蔵川（じぞうがわ）は、愛知県名古屋市天白区を流れる天白川水系の普通河川。かつては島田川（しまたがわ）とも呼ばれた。
名古屋市域内には、かつて大幸川の支川にも地蔵川という名称の河川があったが（現在は消滅）、全く別の河川である。

## 概要
天白川の一次支川。名古屋市長の管理である。名古屋市天白区島田の、かつて一ツ山と呼ばれた丘陵地に源を発し、新池を経て新島田橋付近で天白川に合流、伊勢湾に注ぐ。新池より下流は全長762メートル、流域面積約1.41平方キロメートル。新池より下流はほぼ全ての区間が暗渠となっている。
現在、地蔵川とされる範囲は新池より下流のみとする場合とそれより上流（花壇橋等）を含む場合とがある。
尾張藩によって編纂された『尾張志』では、「島田むらにあり」と記されている。天白川水系で記載された8河川のうちの一つである。

## 名称の由来
地蔵川という名称は、下流域に地蔵寺（島田地蔵寺）があることに由来する。江戸前期頃には島田川と呼ばれたが、現在では地蔵川という呼称が一般的になっている。以下に史料ごとの名称を示す（「記載なし」は、絵図に描かれてはいるが、名称が記されていないものを示している）。
| 史料                                           | 地蔵川 | 島田川・シマタ川 | （記載なし） |
| ---------------------------------------------- | ------ | ---------------- | ------------ |
| 『尾張国画図』（1785年）                       |        | ○                |              |
| 『張州之図』（江戸後期）                       |        | ○                |              |
| 『尾張美濃参河飛騨信濃五ケ国絵図』（江戸後期） |        | ○                |              |
| 『愛知郡村邑全図』（1800年ごろ）               | ○      |                  |              |
| 『尾張八郡画図』（1825年ごろ）                 |        |                  | ○            |
| 『尾張志』（1844年）                           | ○      |                  |              |
| 『大日本輿地便覽』（1834年）                   |        |                  | ○            |
| 『国郡全図』（1838年）                         |        |                  | ○            |
| 『尾張国輿地全図』（1850年ごろ？）             |        |                  | ○            |
| 『尾張国愛知郡図』（1892年ごろ）               |        |                  | ○            |
| 『愛知県林業報告』（1926年）                   | ○      |                  |              |
| 『愛知県砂防及荒廃地復旧事業概要』（1929年）   | ○      |                  |              |
| 『愛知県令規集』（1931年）                     | ○      |                  |              |
| 『尾三郷土史料叢書』（1934年）                 | ○      |                  |              |
| （現代）                                       | ○      |                  |              |

### 関連する地名
天白区島田にある『曲尺手』という小字は、天白川と地蔵川の合流点がかねのて状であったことに由来するとされる。

## 災害と治水
江戸時代には、地蔵川下流部に南北の堤共に約120メートルの堤防が造られた。
明治時代には、上流部の樹木を伐採したことなどにより、天白川水系全体で土砂流出が目立ち、地蔵川流域でも大きな被害があった。明治維新の際に堤防やため池の土堰堤の修繕を欠いたことも被害拡大の要因になったとされる。地蔵川ではその後、大正時代に堰堤の修繕がなされている。
愛知県は堰堤の修繕に計238.548円を費やしている。
大正時代の土堰堤修繕
1. 土堰堤水叩修繕 - 6.092平坪（約20.1平方メートル）/179.138円/（割れた個所を修繕。）
2. 土堰堤張石ヶ所修繕 - 0.135平坪（約0.4平方メートル）/24.410円/（コンクリートを使用。）

2000年（平成12年）に発生した東海豪雨時には新池が溢水し、周辺地域が浸水した。その後、地蔵川・新池と天白川の関係について公開請求が行われたが、それに関する行政文書が存在しない（天白川合流点にある地蔵川の水門は、水圧によって自動的に開閉する仕組みとなっており、水量などの情報を取得する設備がない）ことなどを理由に却下されている。

## 堤防
江戸時代につくられ、普請奉行が支配していた。南堤64間（約116メートル）、北堤70間（約127メートル）であった。
堤防には桜並木が植えられていたほか、南堤の堤上には伊保街道が通り、天白川の旧島田橋へと続いていた。堤防下には平針方面からの水路（愛知郡村邑全図では『悪水落』と記されている）が伏せ越していた。堤防のある下流部の川幅は5間（約9メートル）であった。戦後の土地区画整理事業によって、現在では消滅している。

## ため池
地蔵川の各流路にはいくつかのため池が設けられ、その中でも新池と西ノ杁池の二つの池が大規模であった。区画整理により、現存するのは新池のみである。
新池（しんいけ）
植田の新池（御小納戸池）などと区別するために島田新池とも呼ばれる。農業用ため池。
戸笠池や天白渓上池・下池、御小納戸池などと同様、現在の名古屋市南区方面（南野村・桜村・本地村など）へ水を引くため池であり、島田村のため池ではなかった。1800年ごろの『愛知郡村邑全図』時点では描かれていない。
現存し、現在では雨水調整池としての機能を持つ。洪水調節容量は19000立方メートル、池の面積は1.2ヘクタール。
2000年（平成12年）に発生した東海豪雨時には溢水し、周辺地域が浸水している。
西之杁池（にしのいりいけ）
新池の上流に設けられた農業用ため池。名の通り、池の西側から水が流出していた。現在の島田交番周辺にあったが、区画整理の際に埋め立てられた。

天白区内に存在する西入町という町名はこの池の名に由来する。

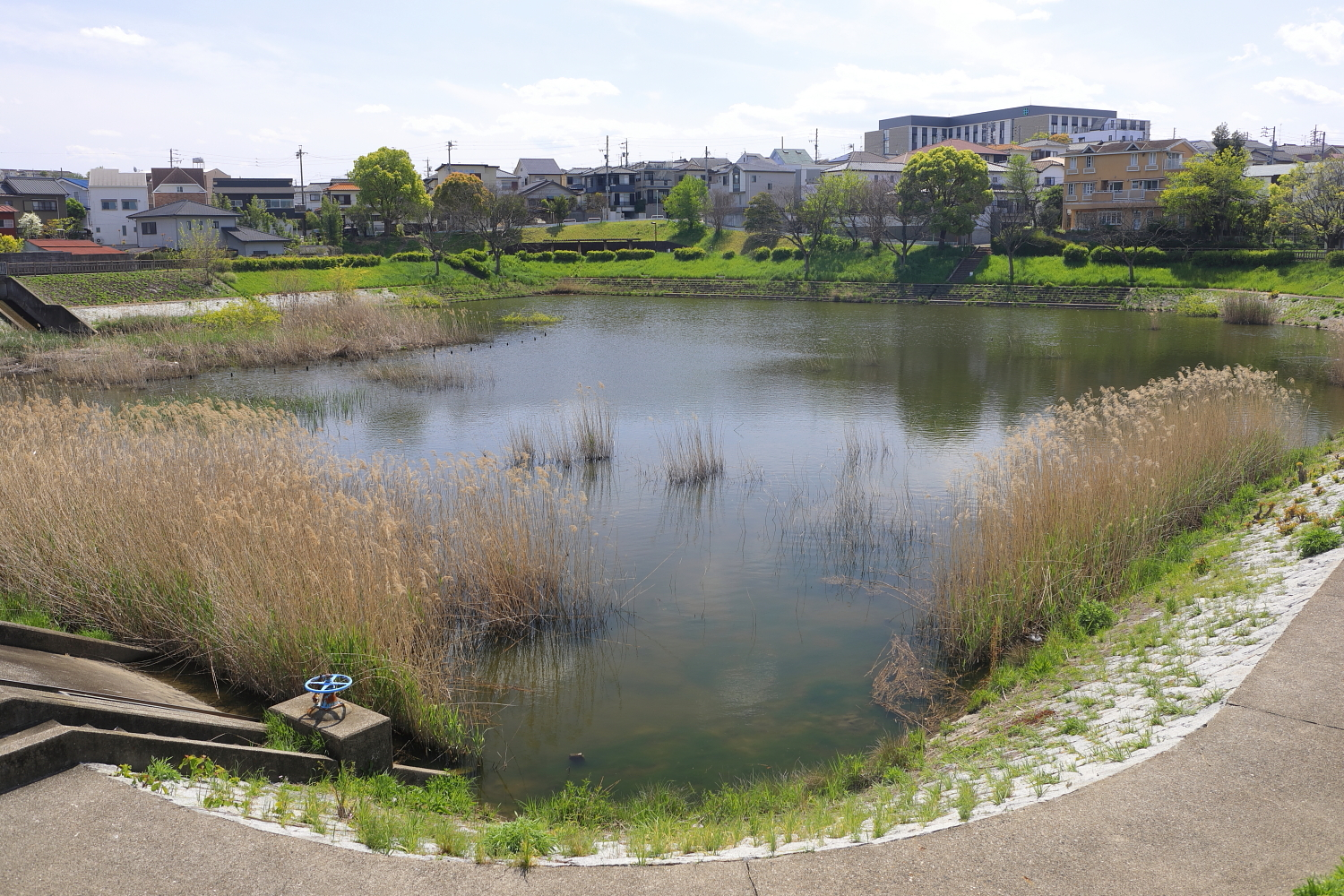
新池 （2021年（令和3年）4月）
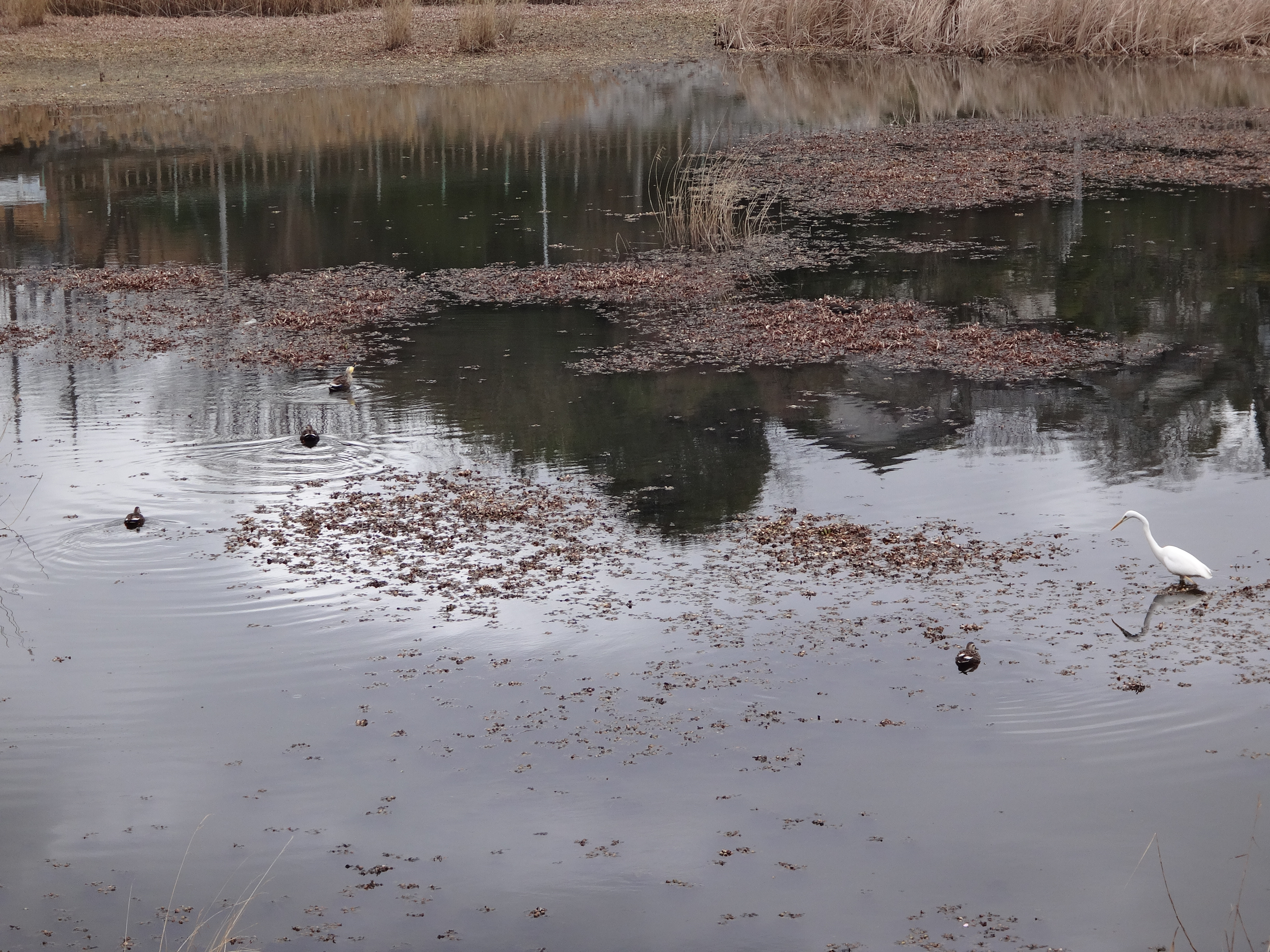
新池にくらす野鳥 （2024年（令和6年）2月）

## 橋梁
区画整理により暗渠化される以前は多数の橋が架けられていたが、現在ではほとんどの橋が消滅している。
- 花壇橋（愛知県道220号阿野名古屋線）[26] - 1961年（昭和36年）3月竣工、松和花壇に由来する名。天白18号溝橋とも呼ばれる[31]。名古屋市の管理である[31]。

- その他、名称不明の橋も存在する。

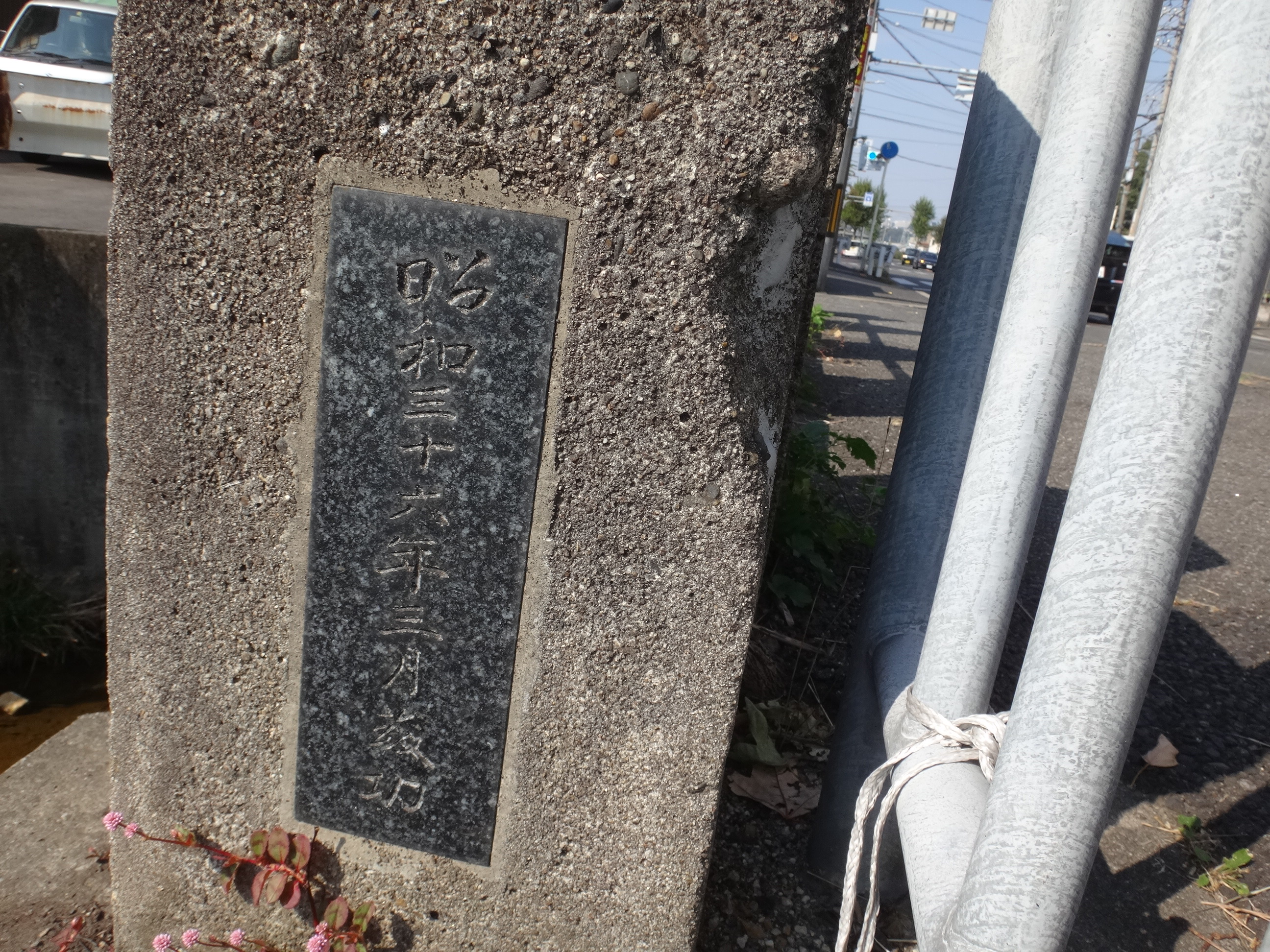
花壇橋 （2023年（令和5年）11月）
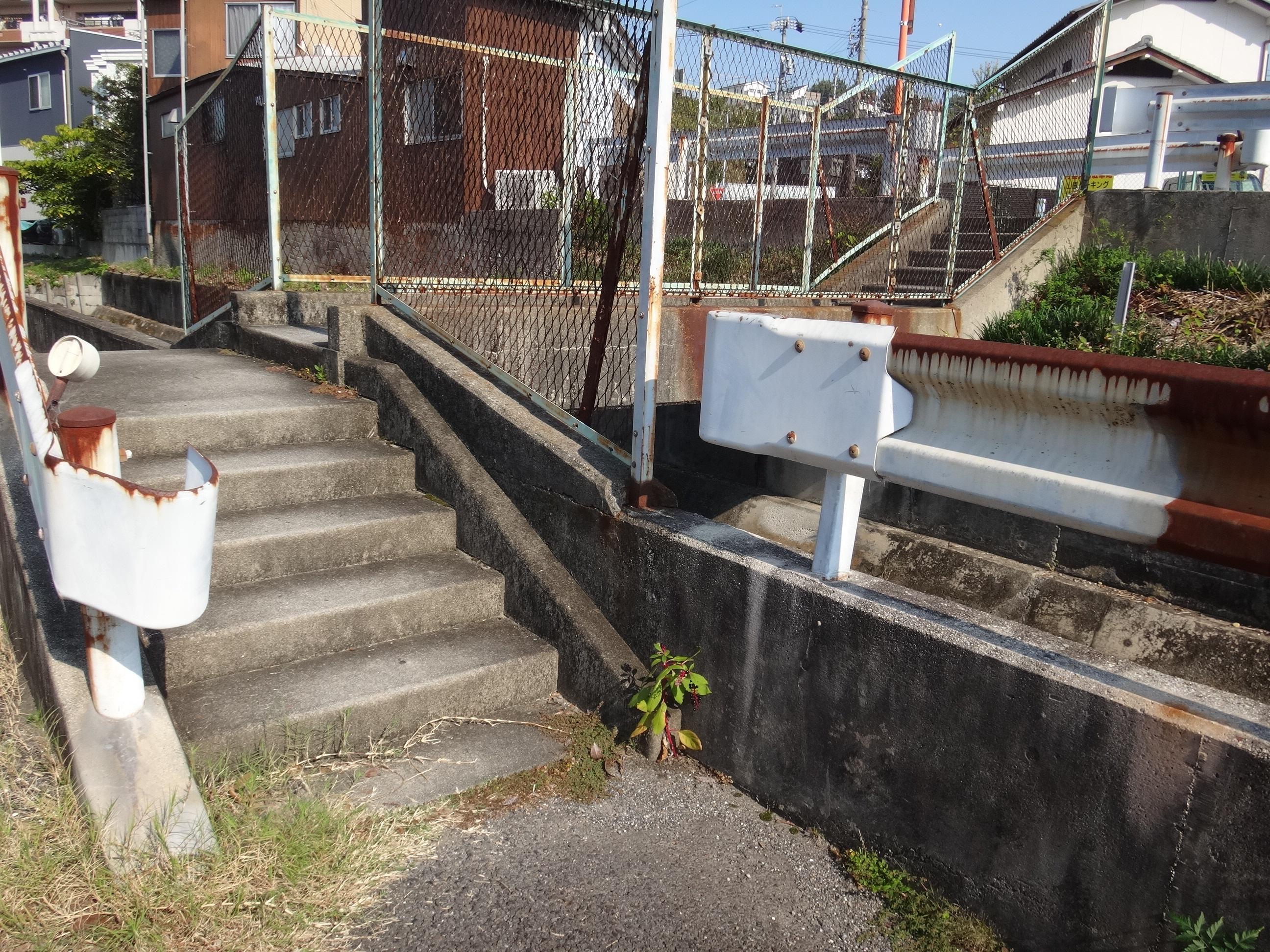
花壇橋付近の小さな橋 （2023年（令和5年）11月）

## 流域の周辺施設
- 島田地蔵寺
- 島田城址（牧神社）
- 上郷公園
- 名古屋市立天白中学校
- 政林禅寺
- 山郷公園
- 一つ山第一公園
- 一つ山荘

## ギャラリー

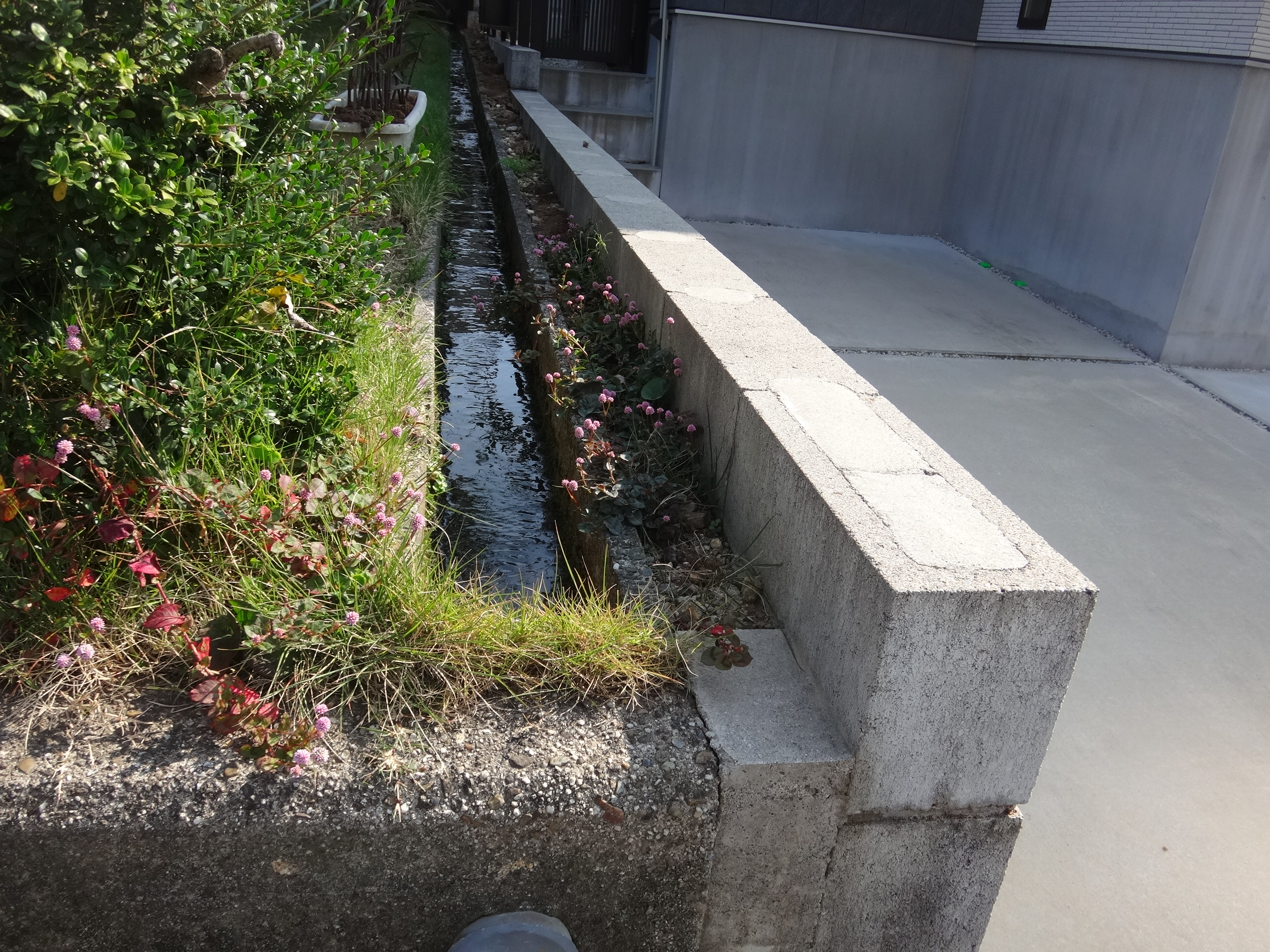
源流 （2023年（令和5年）11月）
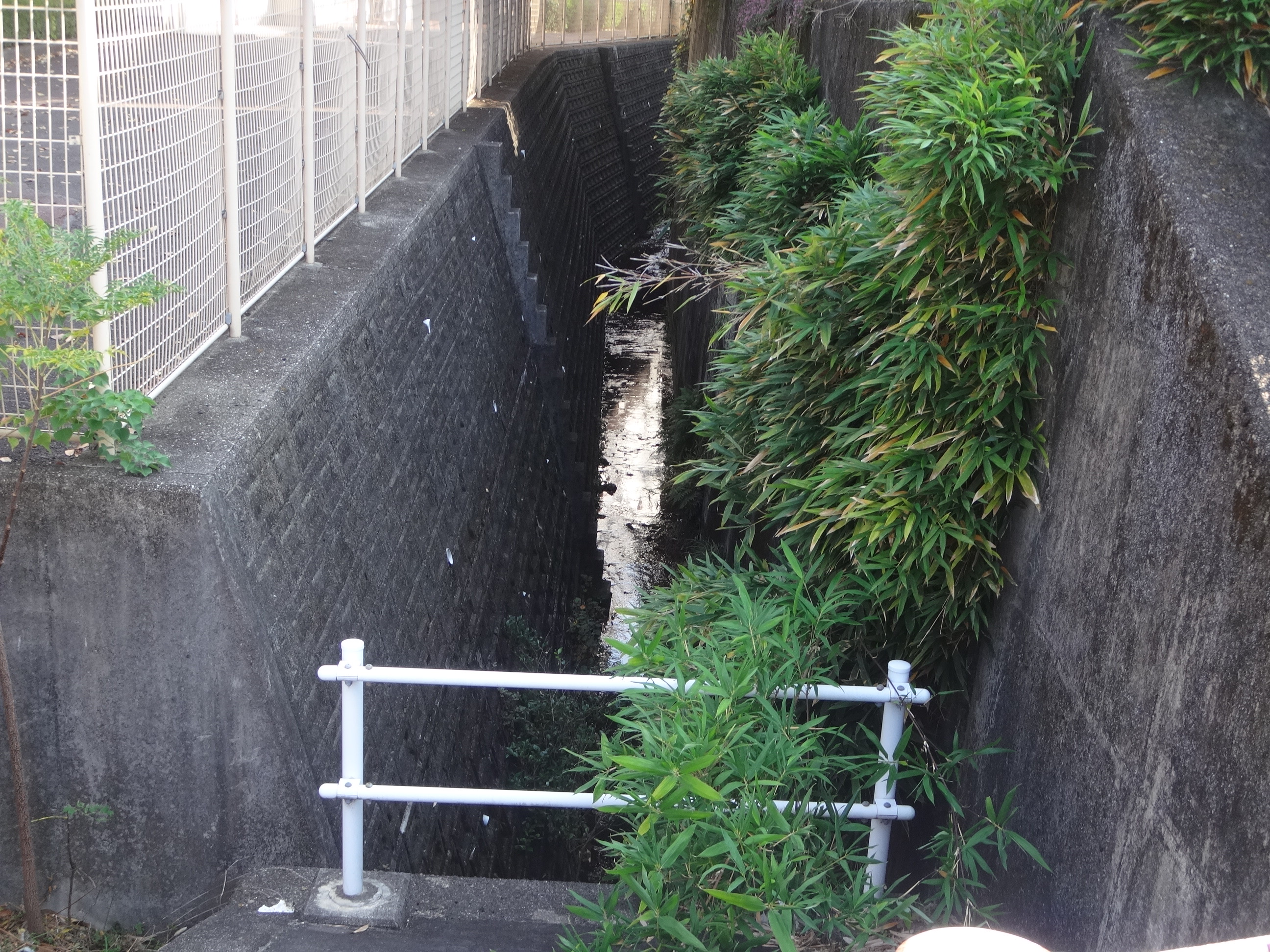
市営土原荘付近 （2023年（令和5年）11月）
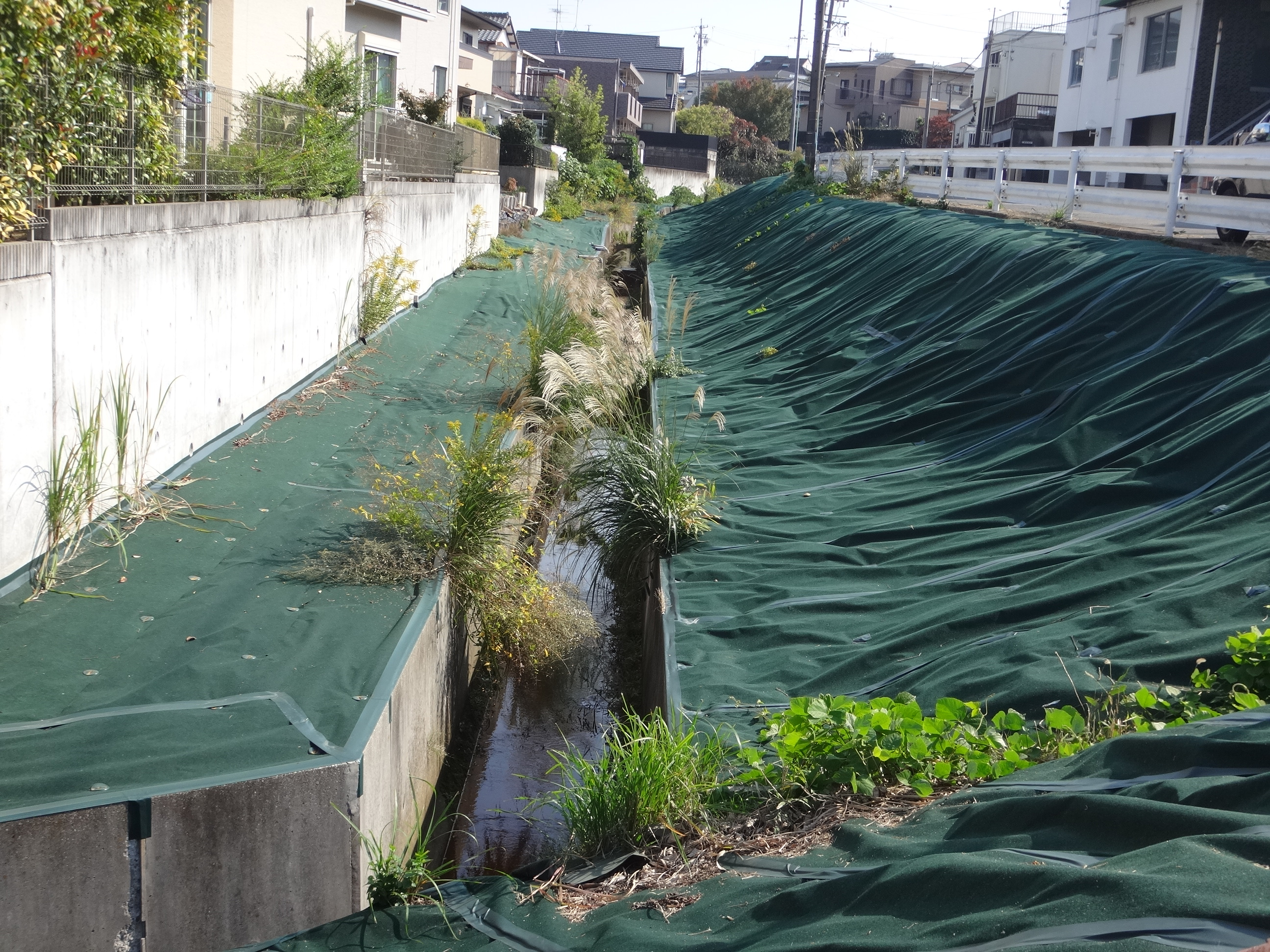
山郷公園付近 （2023年（令和5年）11月）
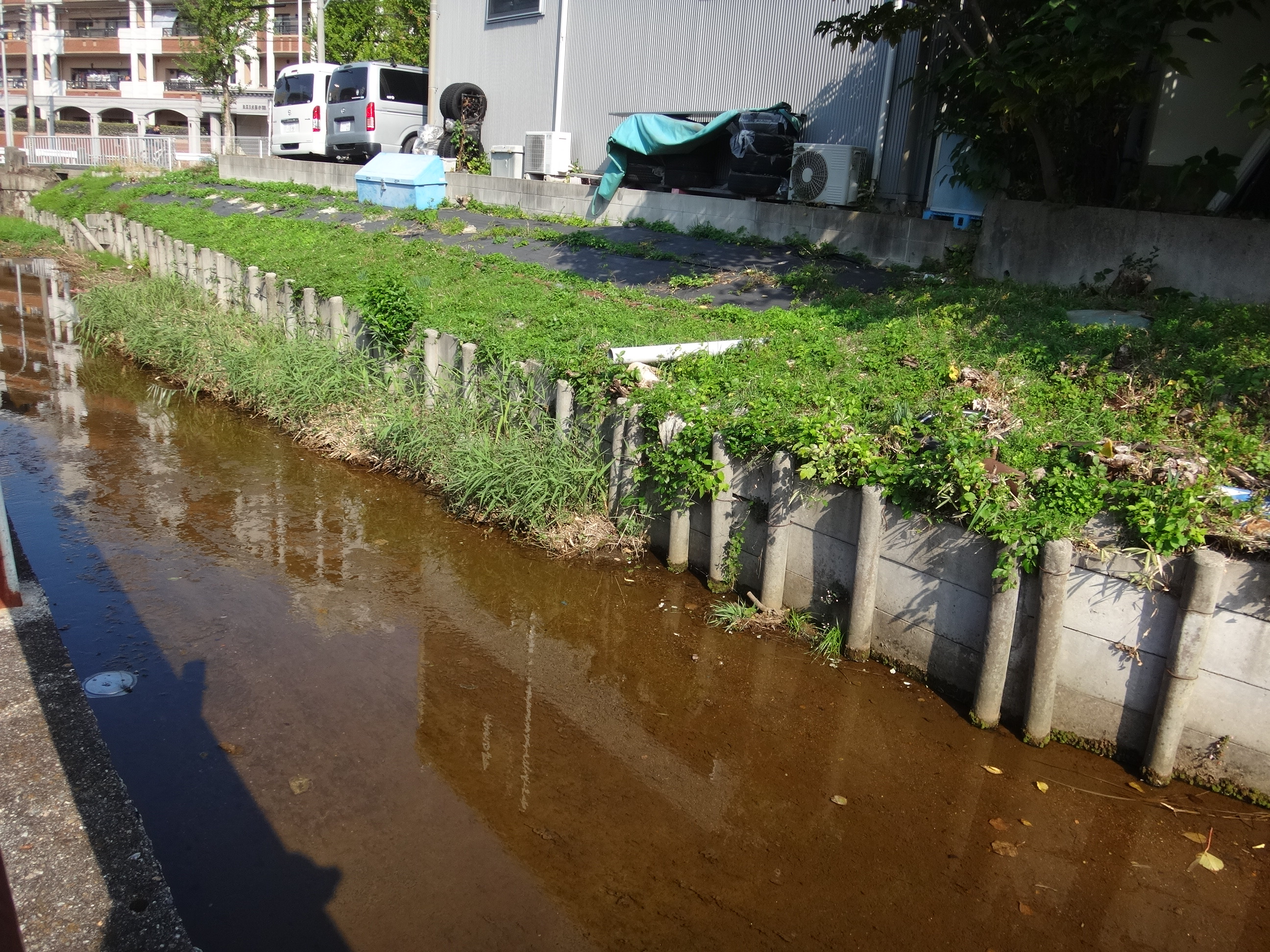
花壇橋付近 （2023年（令和5年）11月）
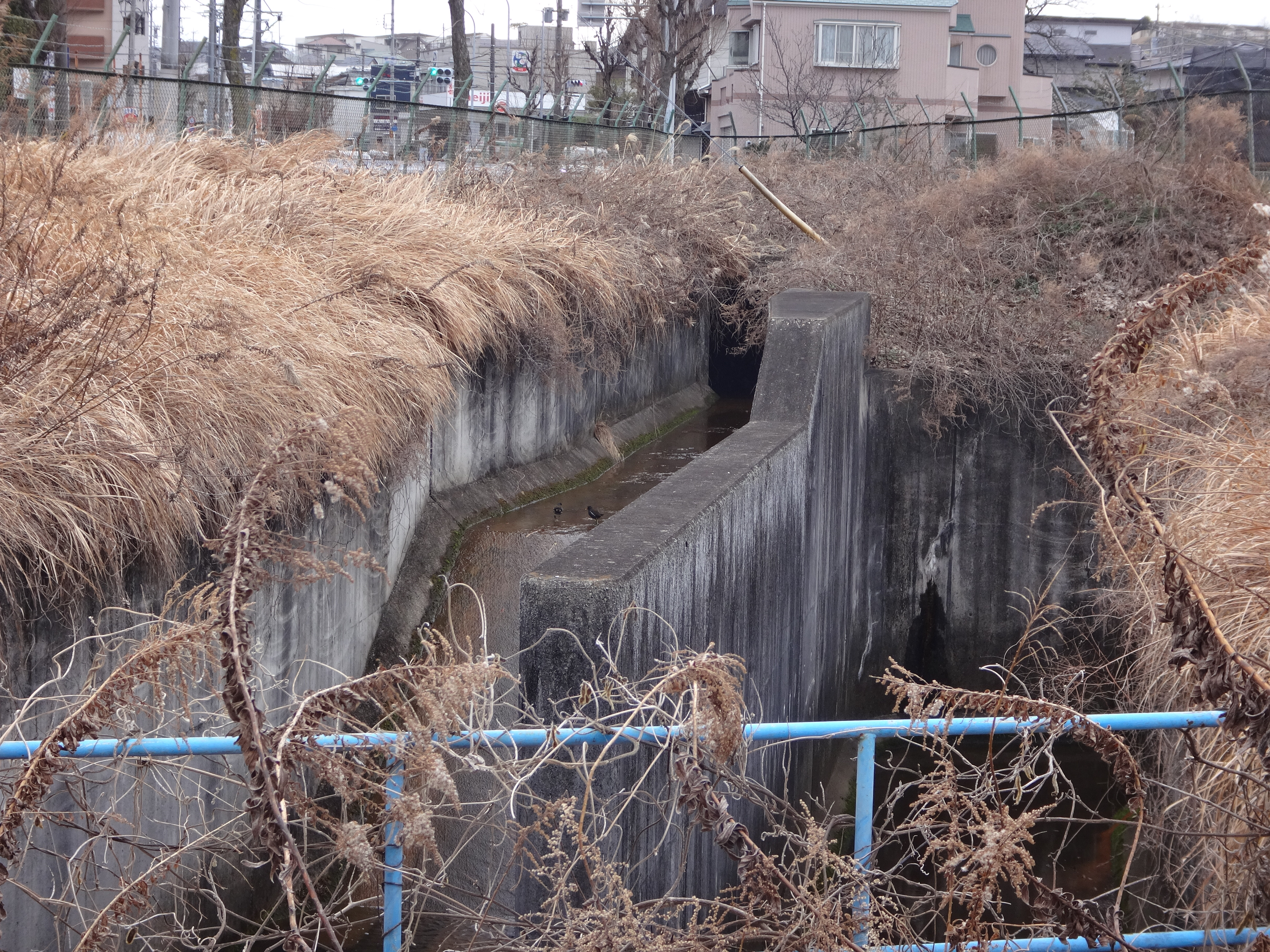
新池からの流路との合流点 （2024年（令和6年）2月）
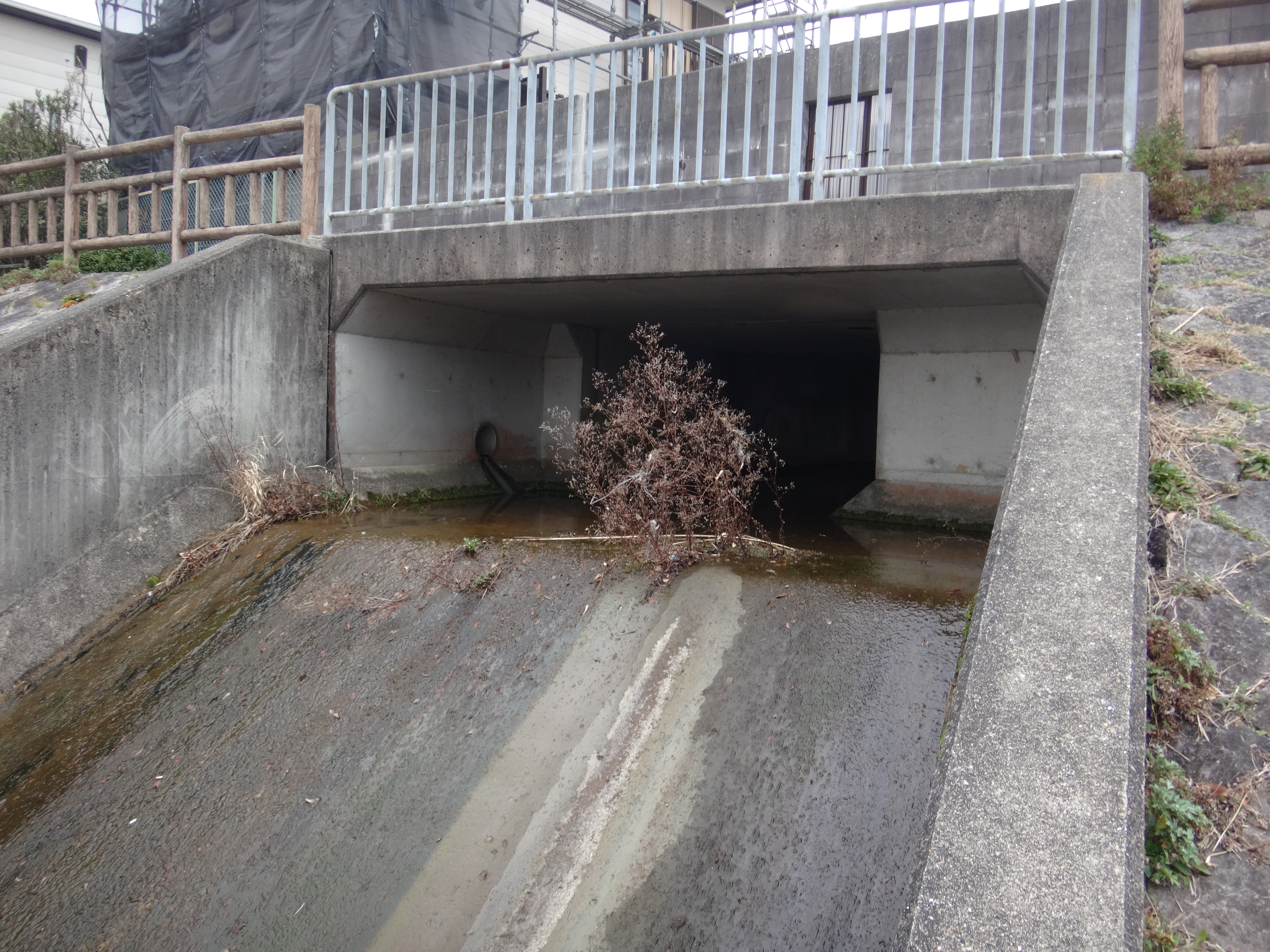
新池に注ぐ流路 （2024年（令和6年）2月）
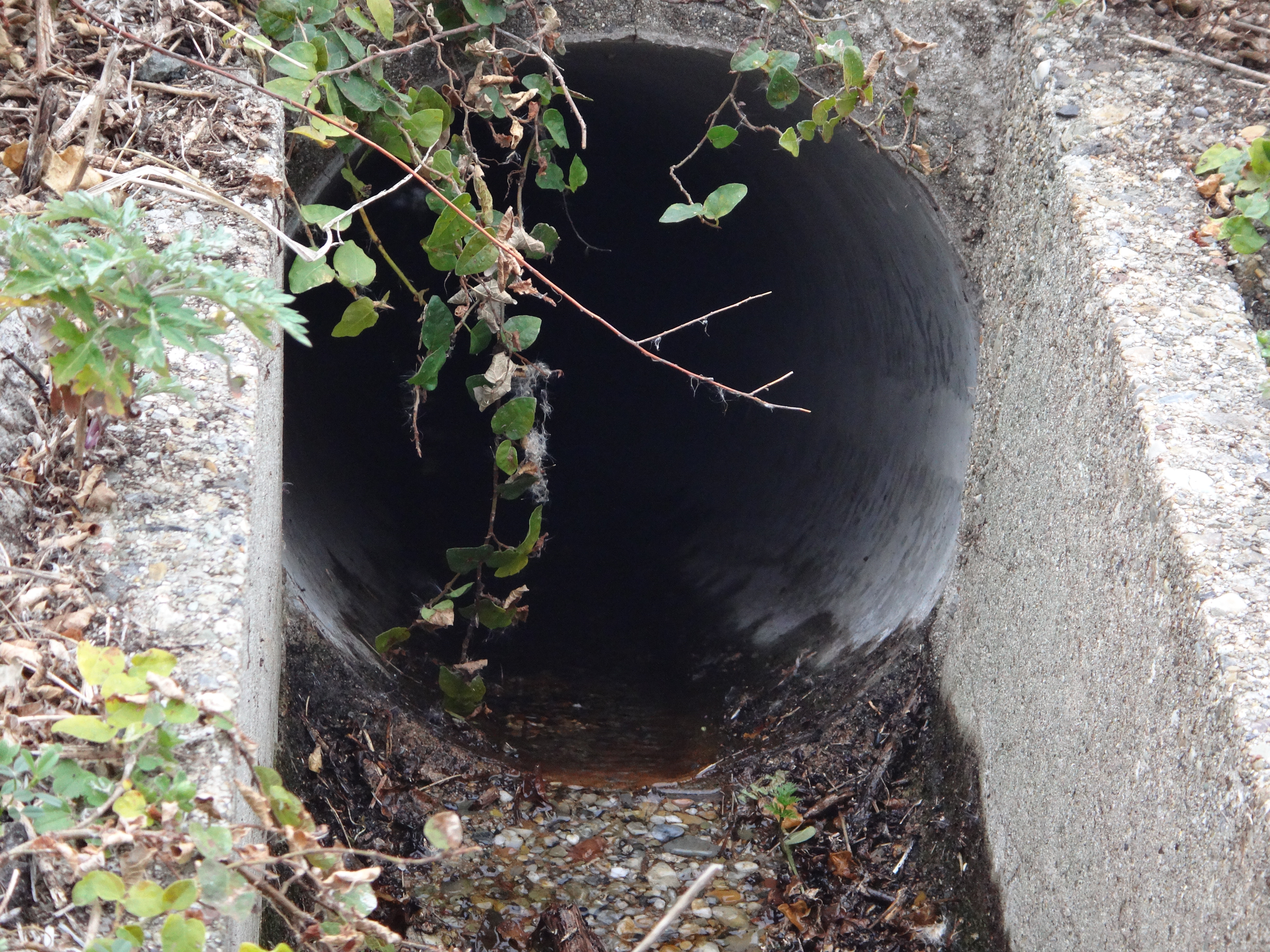
新池に注ぐ流路 （2024年（令和6年）2月）

天白区写真パネルリストには、戦前の地蔵川の写真が含まれている。